# Mijaíl Popkov
Mijaíl Viktorovich Popkov (en ruso: Михаи́л Ви́кторович Попко́в; nacido el 7 de marzo de 1964) es un violador y asesino en serie ruso que agredió sexualmente y asesinó a 77 mujeres y un hombre entre 1992 y 2010 en Angarsk, Óblast de Irkutsk en Siberia y Vladivostok en el Lejano Oriente. Es conocido como El hombre lobo y el maníaco de Angarsk por la naturaleza brutal de sus crímenes.
Popkov, uno de los asesinos en serie más prolíficos de Rusia, fue condenado por 22 asesinatos en 2015 y confesó 59 homicidios adicionales tres años después. El 10 de diciembre de 2018 fue condenado por 56 de los 59 homicidios adicionales. Para tres asesinatos, la policía no pudo encontrar pruebas suficientes. Popkov recibió una segunda cadena perpetua. También hubo llamamientos para la ejecución de Popkov, pero esto no estaba disponible ya que la pena capital en Rusia está sujeta a una moratoria formal.

## Infancia y primeros años
Popkov nació el 7 de marzo del año 1964 en una pequeña ciudad llamada Angarsk, Irkusk, Rusia, Unión Soviética. Poco se sabe de su niñez, según él y sus declaraciones en varias entrevistas, sufrió abusos físicos y psicológicos graves por parte de su madre en su niñez, una mujer alcohólica. Finalmente, se casó con una mujer llamada Elena y tuvo una hija, a la que llamaron Ekaterina. También se convirtió en un agente de policía del cuerpo policiaco de Angarsk, hasta el año 1998, el utilizaría su puesto más adelante para poder cometer sus crímenes con más facilidad durante esta década, y también para cubrir sus espaldas al respecto. Además, también trabajó como guarda de seguridad en una empresa química privada.

## Crímenes
Las víctimas de Popkov eran prostitutas y mujeres en estado de ebriedad que tenían entre 16 y 40 años, normalmente las recogía en su vehículo al verlas haciendo autoestop o directamente se acercaba a ellas diciéndoles que podía llevarlas en su vehículo a sus casas teniendo en cuenta los peligros de la noche (generalmente buscaba a sus víctimas por la noche, teniendo en cuenta el hecho de que las mujeres que recogía normalmente estaban en estado de ebriedad y salían de fiestas nocturnas o bares a altas horas de la noche). Las pudo engañar fácilmente, debido a su empleo como agente de policía de Irkusk y a su simpatía (hablando del periodo de 1992–1998).
Después de recogerlas, las "evaluaba" para comprobar si "debía ser asesinada o no": las invitaba a beber una copa y observaba su reacción, si esta rechazaba la invitación, la dejaba en el lugar acordado y se marchaba, pero si esta aceptaba esa invitación, la asesinaba, ya que creía que el hecho de que "aceptar beber con alguien desconocido era obsceno e inmoral, así como su comportamiento despreocupado". Una vez decidido, las llevaba a bosques cercanos, donde antes de asesinarlas las violaba y luego las asesinaba de forma brutal con distintas herramientas, tales como hachas, cuchillos, destornilladores, punzones, garrotes, bates de beisbol y tacos de billar, entre otros, recurriendo al estrangulamiento, apuñalamiento e incluso a la decapitación; su objetivo, explicó, era “limpiar” las calles de Angarsk de prostitutas. También llegó a cometer actos de necrofilia con los cadáveres, además de desfigurarlos y dejarlos en poses grotescas, como una forma más de denigración. Luego, los enterraba.
Se cree que asesinó a estas mujeres porque le recordaban a su madre y a su esposa, a quienes odiaba debido a supuestos abusos durante su infancia y a supuesto adulterio según Popkov, respectivamente.

## Investigación, arresto, juicio y sentencia
Las autoridades ya se habían puesto manos a la obra para encontrar al presunto asesino en serie desde el descubrimiento de los primeros cuerpos. Sin embargo, Popkov eludió a la justicia durante dos décadas. Los investigadores encontraron un claro patrón, ya que se encontraron las huellas de un Lada Niva 4x4 cerca de las escenas de los crímenes, un vehículo utilizado generalmente por agentes de la ley, lo que hizo sospechar a los investigadores el hecho de que un policía estaba involucrado en estos feminicidios.
Estas sospechas se intensificaron, cuando una adolescente de 17 años llamada Svetlana Misyavitchus denunció el hecho de que había sufrido una violación e intento de asesinato por parte de un agente de policía que se había ofrecido a llevarla a su casa cuando se disponía a volver a ella después de haber pasado la tarde en la casa de un amigo, al ver a esta tiritando de frío. La muchacha fue llevada a comisaría, donde le mostraron una ficha con las fotografías e identificaciones de todos los agentes de policía de Angarsk, y la mujer pudo identificarlo: se trataba de Mikhail Popkov, en efecto uno de los agentes de policía. Sin embargo, su esposa, Elena Popkova, que también trabajaba en la policía, le proporcionó una falsa coartada aprovechando su puesto en las fuerzas policiales, y las sospechas se diluyeron rápidamente.
Finalmente, en el año 2012, se decidió tomar muestras de ADN de más de 3500 agentes de policía, exagentes, funcionarios y exfuncionarios que hubieran formado parte de las fuerzas policiales de Angarsk debido a las sospechas mencionadas anteriormente. Finalmente se pudo relacionar a Popkov de forma irrefutable a través de estas pruebas de ADN y también a través de las huellas de su vehículo con 22 de los feminicidios. Además, otra muchacha llamada Evgeniya Protasova reportó haber sido atacada por Popkov en 1999, cuando tenía 18 años, fue golpeada y violada, ya lo había denunciado, pero no pudo identificarle hasta su arresto en el año 2012.
Popkov fue llevado a juicio y en enero del año 2015 fue condenado por los 22 asesinatos y también los 2 intentos de asesinato de Svetlana Misyavitchus y Evgeniya Protasova, y condenado a cadena perpetua. Sin embargo, dos años después, confesó otros 59 asesinatos adicionales, aunque no se le pudieron imputar tres de estos: fue condenado en diciembre del año 2017 a una segunda a cadena perpetua por estos 56 asesinatos.
En el año 2020, Popkov confesó otros dos asesinatos adicionales de la década de 1990 que no han sido probados, y se cree que lo hizo para tomarse unas "vacaciones" a través de la investigación, extraditación y juicio por estos dos asesinatos, después de haber estado diez meses cosiendo uniformes y mascarillas para el sector sanitario ruso en plena pandemia por Covid-19 en una colonia penal de trabajos forzados llamada Torbeyevsky Tsentral, en la región de Mordovia.

## Confesiones posteriores
Como ya hemos mencionado anteriormente, en el año 2015, Popkov confesó otros 59 asesinatos adicionales, de los cuales solamente 56 pudieron ser probados, y fue condenado a una segunda cadena perpetua.
En el año 2020, como también hemos mencionado anteriormente, confesó otros dos asesinatos que no pudieron ser probados, y se cree el hecho de que fue un simple intento por parte de Popkov de tomarse unas "vacaciones" a través de la investigación, extraditación y juicio por esos dos asesinatos, después de haber estado diez meses cosiendo uniformes y mascarillas para el sector sanitario ruso en plena pandemia por Covid-19 en una colonia penal de trabajos forzados llamada Torbeyevsky Tsentral, en la región de Mordovia.
Se cree que Popkov cometió muchos más asesinatos, seguramente los asesinatos se diseminaron por muchas otras zonas teniendo en cuenta los constantes viajes de Popkov entre Angarsk y Vladivostok por motivos laborales. Una declaración impactante y que plasma estas sospechas y teorías, es la de uno de los principales investigadores de los crímenes de este asesino en serie, el teniente coronel Karchevsky, que está convencido de que en dos décadas “Popkov cometió más de 100 crímenes, si no más, cerca de 200”.

## Motivaciones
Se teoriza que el hecho de que su madre haya abusado de él física y psicológicamente en su infancia cuando estaba en estado de ebriedad al ser una mujer alcohólica influyó en su perfil de víctimas (mujeres precisamente en estado de ebriedad) y en su decisión de "purgar" a estas mujeres. También el pensamiento de que su esposa hubiese cometido adulterio influyó definitivamente en esta decisión. Él mismo declararía que su carrera como asesino en serie comenzó de forma “espontánea” tras ver a una prostituta deambular en estado de embriaguez y que físicamente se parecía a su madre, algo que le perturbó, lo cual respalda esta teoría.
Se cree que simplemente "quería vengarse de las personas que le habían hecho daño", más específicamente de su madre y esposa, y que la violencia contra las mujeres y los asesinatos que cometió eran una forma de llevar a cabo dicha "venganza" contra ellas, ya que el mismo declararía que sus víctimas se parecían físicamente a dichas personas, aunque su machismo y misoginia también influyeron en la decisión de hacerlo y convertirse en un prolífico asesino en serie, también lo hizo en la forma que empleó para asesinarlas.